# Erich Hermann (Schauspieler)

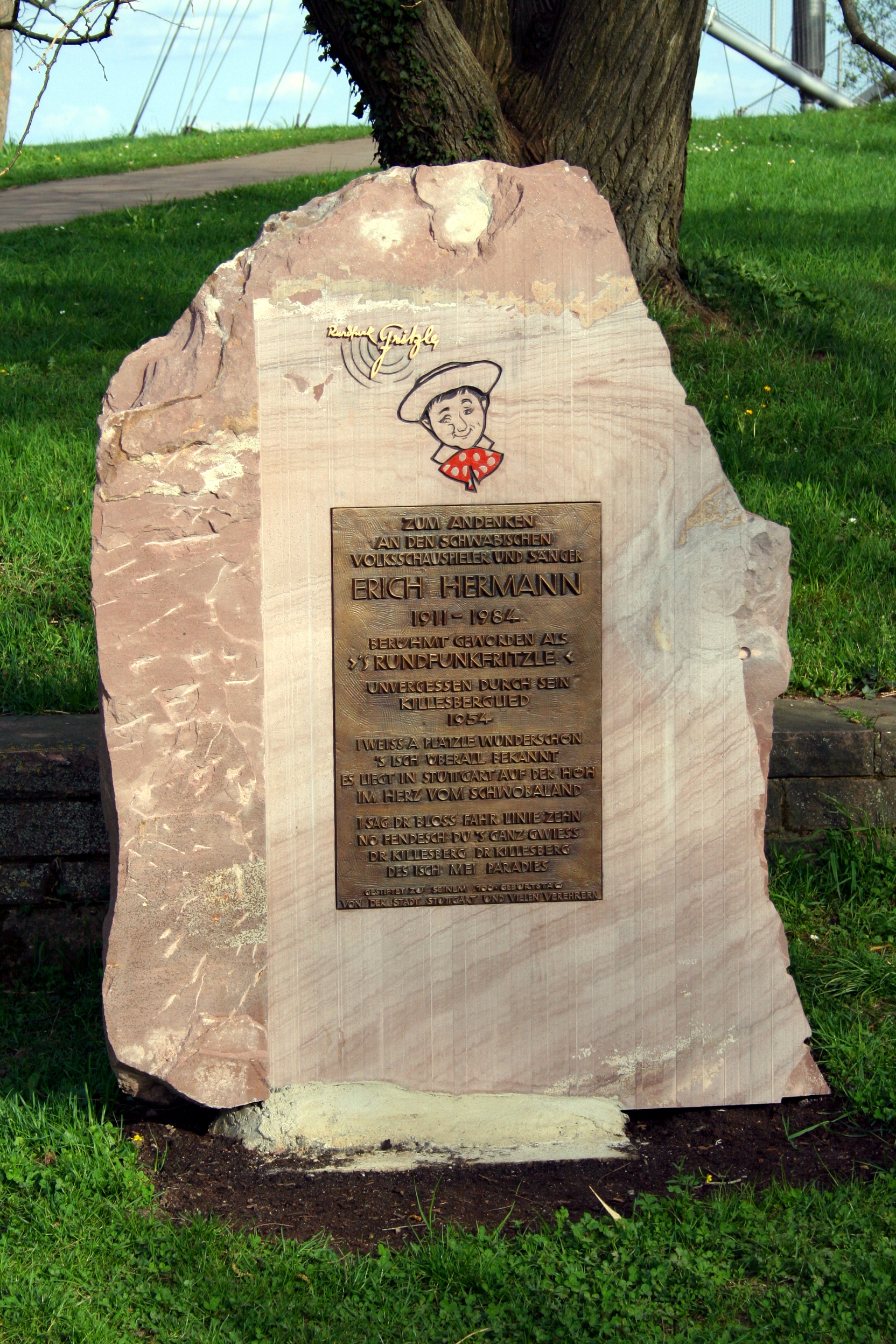
Denkmal im Killesbergpark in Stuttgart

Erich Hermann alias das „Rundfunk-Fritzle“ (* 5. Februar 1911 in Feuerbach bei Stuttgart; † 18. Juli 1984) war ein schwäbischer Humorist, Parodist, Sänger und Volksschauspieler.
Er zählte zu den großen „Sieben Schwaben“ des Show-Business und wurde in einem Atemzug mit Willy Reichert und Oscar Heiler (alias Häberle und Pfleiderer), Max Strecker, Werner Veidt, Oscar Müller und Walter Schultheiß genannt.
Berühmt wurde Erich Hermann als „Rundfunk-Fritzle“ vom Süddeutschen Rundfunk. Durch diese Rolle wurde er bei Wunsch- und Kindersendungen sowie bei unzähligen Hörspielen im Radio zu einer festen Institution. Bis heute gilt Erich Hermann als Vater der „Fritzle-Witze“.
Erich Hermanns Markenzeichen waren sein Talent, Stimmen perfekt zu imitieren und seine Mimik. Er konnte seine Gesichtszüge so verändern, dass ihn keiner erkannte (Aussage seines Enkels Frank Gerlach).
Seine Bühnenlaufbahn begann bereits 1930 beim Dramatischen Verein Feuerbach, wo er seinerzeit von Regisseur Frey entdeckt wurde. Im Krieg unterhielt er deutsche Soldaten in Lazaretten. Nach dem Krieg nahm Hermann Stimmbildungs- und Gesangsunterricht bei der berühmten Sopranistin Martha Haas. Entdeckt wurde Erich Hermann durch den damaligen Spielleiter, Franz Ulrich Gass, von Radio Stuttgart bei einem Auftritt in der Untertürkheimer Sängerhalle und hatte am 21. September 1946 Rundfunkpremiere.
Den Durchbruch als Radio- bzw. Rundfunk-Fritzle hatte Erich Hermann wenige Monate später, als er bei einer Sendung im Weihnachts-Almanach bei Radio Stuttgart als Fritzle auftrat und fortan von den begeisterten Zuhörern „Rundfunk- bzw. Radio-Fritzle“ getauft wurde. Zu seiner „imaginären“ Verwandtschaft gesellten sich bald der Großvater, Tante Frieda, Onkel Gustav und Onkel Paul, alles urwüchsige Typen aus dem Schwabenland.
Es folgen zahlreiche Auftritte und „Bunte Abende“ mit Camilla Horn, Lale Andersen, Helmut Zacharias, Peter Igelhoff und Peter Frankenfeld u. v. m. Auch die Werbebranche macht sich die große Popularität von Erich Hermann zunutze und die Firma Maggi engagiert ihn als „Maggi-Fritzle“ von 1953 bis 1960 zu einer großen Deutschland-Tournee.
Mit seinen Liedern Der Killesberg, der Killesberg mein Paradies machte er den Stuttgarter Höhenpark bald weit über die württembergischen Landesgrenzen bekannt und mit Ja, bei ons wird g’schafft charakterisierte Erich Hermann die schwäbische Seele wie kaum ein anderer. Beide Lieder wurden Hits und werden heute noch oft bei Wunschsendungen gespielt.
Am 7. Juli 1981 wurde Erich Hermann das Bundesverdienstkreuz am Bande für seine außerordentlichen Verdienste durch den Stuttgarter Oberbürgermeister Manfred Rommel verliehen. Eine besondere Hommage seiner Heimatstadt Stuttgart wird ihm durch die Namensgebung Erich-Hermann-Weg in Stuttgart-Feuerbach mit Blick auf den Killesberg zuteil.
Anlässlich seines 100. Geburtstages wurde ihm zu Ehren im Killesbergpark unweit des Aussichtsturmes ein Gedenkstein für ihn aufgestellt (siehe Foto).